# 202787 Kestecher
202787 Kestecher este un asteroid din centura principală de asteroizi.

## Descriere
202787 Kestecher este un asteroid din centura principală de asteroizi. A fost descoperit pe 25 iulie 2008 la La Sagra par l'Observatorio Astronómico de Mallorca. Asteroidul prezintă o orbită caracterizată de o semiaxă mare de 2,43 ua, o excentricitate de 0,23 și o înclinație de 1,0° în raport cu ecliptica.